# 四明昌国余氏
四明昌国余氏，南宋宁理宗时期的望族，出自庆元府鄞县（今浙江省宁波市鄞州区），居昌国县（今舟山市定海区）。与东钱湖史氏为世交。后代聚居鄞县、定海，如鄞县余隘余氏和定海小展余氏。

## 历史
余息庵，官明州通判，始定居鄞县。一日，游览昌国（今定海），流连海景，遂决意致仕后隐居昌国。
余息庵孙余涤，官昌国县教谕，始与史氏家族交好。史浩任余姚县尉，并兼昌国县盐监。史浩后入朝为相，聘请余涤作自己的家庭教师，教导自己的子孙。余家遂再次迁居鄞县。
余涤孙余天锡、余天任因此也入史家家塾念书。余氏兄弟很可能也出生在鄞县史家。

## 代表人物
- 宋朝
  - 余息庵：明州通判。
  - 余涤：昌国教谕。
  - 余天锡：户部尚书、吏部尚书、参知政事；故后，赠太师，追封鲁国公，谥忠惠。
  - 余天任：兵部尚书。
  - 余晦：兵部尚书。
- 元朝
  - 余同麓：诗人。[3]
- 明朝
  - 余本：正德六年榜眼
  - 余永麟：苏州府通判
    - 余有丁：少傅、太子太傅、礼部尚书、文渊阁大学士、建极殿大学士；故后，赠太保，谥文敏。

  - 余寅：太常少卿。

## 遗迹
家族墓地、祠堂今在宁波鄞州区，包括：
- 今南宋兵部尚书余天任神道石刻，今位于浙江省宁波市东钱湖镇度假区高钱村青雷山北坡，属全国重点文物保护单位东钱湖石刻[5]。
- 今浙江宁波大余桥、小余桥[6]。
- 今宁波东钱湖畔隐学山明内阁大学士余有丁之墓，残碑尚存[7]。
- 余隘祠堂[1]。

## 世交家族
- 东钱湖史氏